# 関口淳
関口 淳（せきぐち じゅん、1962年11月15日 - ）は、自称超能力者。11歳の時にスプーン曲げを行ったと主張した。
スプーンの他、フォーク、ケーキばさみ、氷ばさみ、角砂糖ばさみ、ハサミ、ハンガー、針金、銅線、幅1.5センチの銅板、フライパン、フライパン返し、おろし金、お玉、スキーのストック、傘、天ぷら用の金属箸、プラスチック、手で曲げると折れてしまう乾いた木の枝、竹、ガラス棒などを曲げたという。また、テレパシーやクレアボヤンス（千里眼）にも才能を示すという触れ込みだった。

## マスコミの寵児
フリー編集者でフリーライターの関口甫の長男として生まれる。父の甫は『週刊プレイボーイ』創刊から3年間、同誌の専属ライターを務めていた他、『13時ショー』の構成をしていた。
1973年12月3日、妹たちと共に自宅付近から南の空にUFOを目撃し、それ以来スプーンを曲げられるようになった、という。同月上旬のNTV『まんがジョッキー』にて、ユリ・ゲラーの影響を受けたロンドンの9歳の少女によるスプーン曲げを見たことから自らもスプーン曲げに挑み、同月20日頃には、自分で曲げたスプーンを初めて父のもとに持参している。
NETテレビ（現・テレビ朝日）に父の友人の備前島ディレクターがいたため、1974年1月8日、『13時ショー』に出演が決まり、同月21日放映の『13時ショー』で3本のスプーンを曲げてみせた（ただし放映中に曲げたのは1本のみ）。同日、放映終了後に記者会見をおこない、関口の「超能力」がマスコミに知れ渡った。
この間の１月16日、父子は超能力研究家として知られていた中岡俊哉に対面し、能力を実演した上で、能力開発への協力を懇請した。中岡は少年の能力に驚き、以後アドバイザーとして関わるようになる。中岡は21日の放送にも立ち会った。その後オファーが殺到する中で、父は中岡と相談して見世物的性格の強い番組には出演させない方向性を決めた。
1月26日から2月2日までに『少年キング』『週刊ポスト』『別冊漫画タイムス』『週刊女性』『週刊少年サンデー』の取材を受ける。
2月15日には、世界初の「スプーンを投げ、床に落ちる前に念力で曲げる」能力を示したという。2月25日には『23時ショー』『11PM』に出演。『11PM』では来日中のユリ・ゲラーと共演したが、このときゲラーは関口の能力に嫉妬し、関口によるスプーン曲げの成功場面を放映させないよう圧力をかけた、という。
3月6日には『アフタヌーンショー』に出演。同日、針金を空中に投げて念を送り、一瞬にして飛行機や星の形に曲げる「空中針金細工」に成功したという。3月7日には『週刊TVガイド』で前田武彦に取材される。3月10日、『週刊プレイボーイ』で水木しげるや横尾忠則たちを前にスプーン曲げをおこなう。3月14日には『週刊読売』で遠藤周作と対談。3月17日には『週刊プレイボーイ』で小松左京を前にスプーン曲げをおこなう。3月18日、ダイヤモンドホテルで青島幸男や中山千夏、古今亭志ん馬 (6代目)、八代英太を前にスプーン曲げをおこなう。3月19日と20日には4月4日放映の『木曜スペシャル』の録画をおこない、20分間に25本を曲げたという。3月21日、師と仰ぐ中岡の日本超能力研究会で柴田錬三郎と会う。柴田は「淳くんの精神統一と気合いに、宮本武蔵と眠狂四郎を見た」と言い、関口の曲げたスプーンを持ち帰って幸運のお守りにした、という。
4月1日、柴田錬三郎の肝煎りで、今東光、吉行淳之介、梶山季之、黒岩重吾、藤本義一といった作家20余名を前にスプーン曲げをおこなう。
その他、4月4日の『はーい!アグネス』や4月21日の『紅白歌のベストテン』、さらに『仮面ライダーX』にも出演。マスコミの寵児となった。当時は過密スケジュールで1日5時間程度しか眠れない状態が続いたという。

## トリック事件
ところが1974年5月7日、東京芝のスタジオで『週刊朝日』取材班の撮影を受けた時、マルチストロボ使用の分解写真によりトリックを暴かれるに至る。同年5月24日号の『週刊朝日』に掲載された「科学的テストで遂にボロが出た! "超能力ブーム"に終止符」によると、スプーンは太ももか腹に押し当てて曲げたもの、針金はあらかじめ曲げてあったものとすり替えて投げていただけだったという。この時のトリック使用については関口淳当人も「あの日、撮影のために何時間もスプーン曲げをやらされていて、もうヘトヘトになっていました。最後には、根負けして、すでに折れまがっていたスプーンを拾って投げちゃった」と認め、淳の母は「細工をするところまで息子を追い込んでしまった」と謝罪した。これ以後、日本の超能力ブームは急速に衰退した。
これは、当時の社会現象に興味を持っていた、同誌デスクの稲垣武が立てた企画であった。稲垣はもともと超能力に関心があったが、これが物理的なエネルギー分野まで及ぶとは信じていなかった。しかし頭から否定することは非科学的であると考え、科学的な実験で証明できないものかと考えたのである。なお、同誌では証拠を突きつけられて子供の非を認める母親の手記も掲載された。
柴田錬三郎はこの取材に対して大きな反感を持ち、随筆に「スプーン曲げ騒動は、『週刊朝日』の最も優秀なホモ・サピエンス的編集者が、超心理学研究家と称し乍ら実は常識的合理主義の俗物中の俗物である石頭やら大道香具師的手品師やら『朝日』おかかえの科学評論家やらを集めて、私の百分の一ぐらいの低能力の嘘をつきまくって、超能力ブームを手品以前のトリックときめつけたおかげで、いよいよ、てんやわんやとなった模様だが、その特集号が売り切れた由だから、合理主義万能の現代にあっては、あっぱれな編集部の合理主義の勝利であった、と敬意を表したい」と散々嫌味を述べている。もっとも柴田は、関口甫に関しては「口髭を生やした父親が売名好みの饒舌を弄するインチキくさいのを怪しんで」いる

関口淳は後年、
と語っている。
父の関口甫によると、この後5月14日に『週刊平凡』の記者たちの前で、手を触れず念の力だけでスプーンを曲げたが、そのことは一行も記事にしてもらえなかった、という。甫は1992年の『週刊新潮』の取材でも「息子の超能力は本物だった」「4時間半にわたるテストの結果、疲労困憊した淳が手で曲げてしまった。その部分だけが拡大されて報じられ、淳の超能力の全てがインチキ扱いされたのは残念」と語っている。
泉麻人は、当時の日本においてはユリ・ゲラーよりも関口が多くの批判を集めていたこと、「超能力番組を告発する会」が結成され、ブームが終局を迎えたことを自著で紹介している。

## トリック事件以後
高校時代は「1年生のときに麻雀で役満を20回も上った」「バレーボールのサーブ権を取るじゃんけんで、30数回のうち1回しか負けなかった」との逸話を持つ。予備校時代に両親の別居と離婚を経験し、のち大学進学を断念。母が経営する喫茶店兼パブのバーテンダーとして働き始めたが、開店2週間で母が病気になり倒れたため、閉店を余儀なくされる。次いで、祖父の経営する従業員2名の不動産会社の社長になった。
かねてより父の甫から「小さい時に騒がれちやほやされた者が、どんな大人になるか」「超能力を一時期発揮することよりも、その子にとっては、ながい人生のほうがどれだけ大切なのか」と懸念を示されていたが、都内の友人宅で大麻パーティを開いていたことが発覚し、21歳の時に大麻取締法違反で逮捕された。
銀座のクラブ「ピロポ」の支配人を経て「日本トラスト」という会社の社長秘書となり、社長の指示で株の売買やゴルフ場の地上げに関与、「随分と儲かりましたね」「ベンツを乗り回し、携帯電話を持ち、いっぱしの"ヤンエグ"気取りでしたよ」と回想している。ところが1990年頃、それまでの仕事に飽き足らなくなり、27歳で配管工に転じる。1992年の『週刊新潮』の取材には
と答えている。
大麻取締法違反で執行猶予つきの有罪判決を受けたが、執行猶予期間中に窃盗と無免許運転で逮捕され、1年6ヶ月の実刑を言い渡されて服役。以後の消息は判明していない。